# Anton Reicha

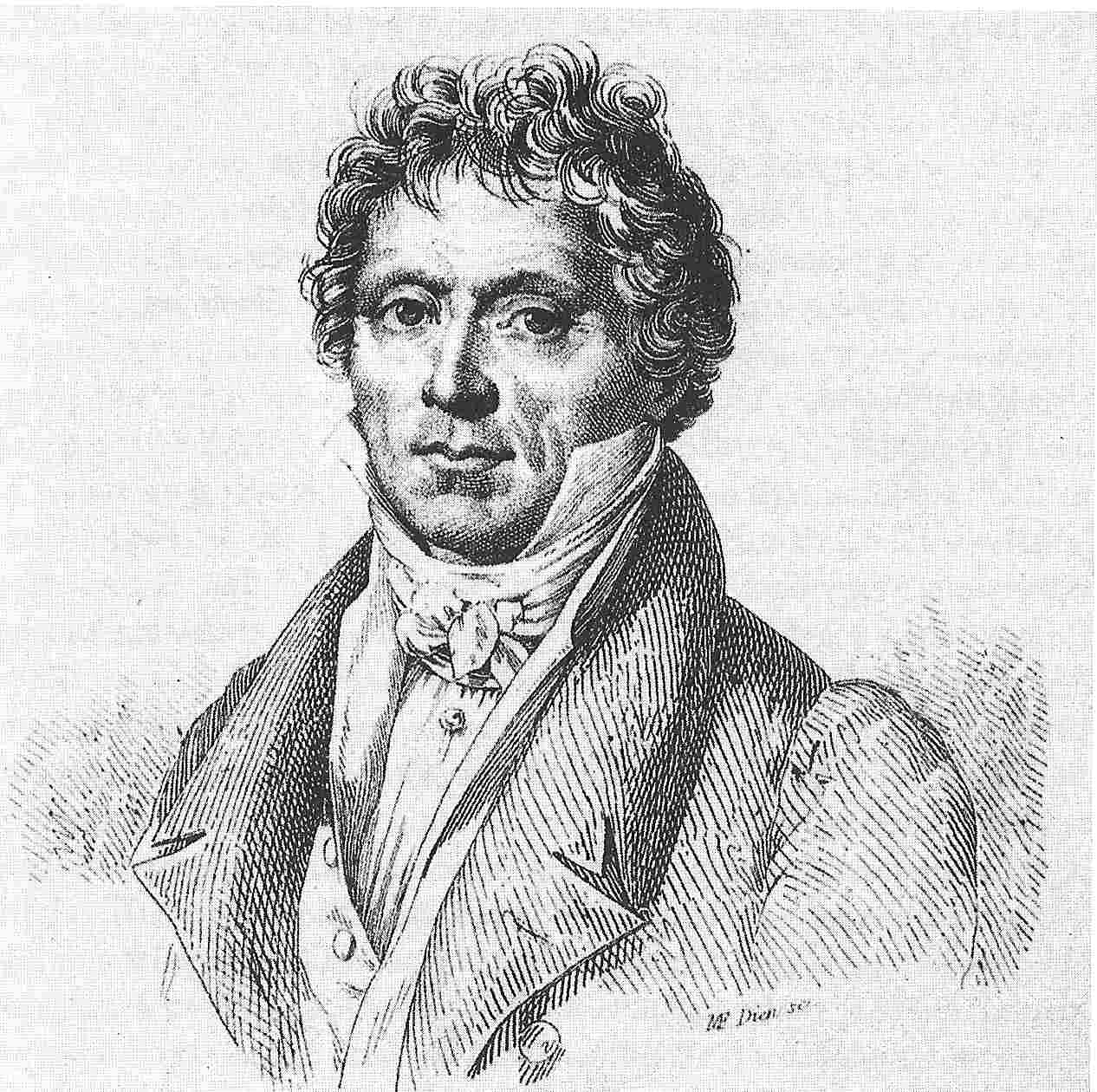
Retrato de Anton Reicha (1815), por Claude-Marie-François Dien (1787 - 1865).

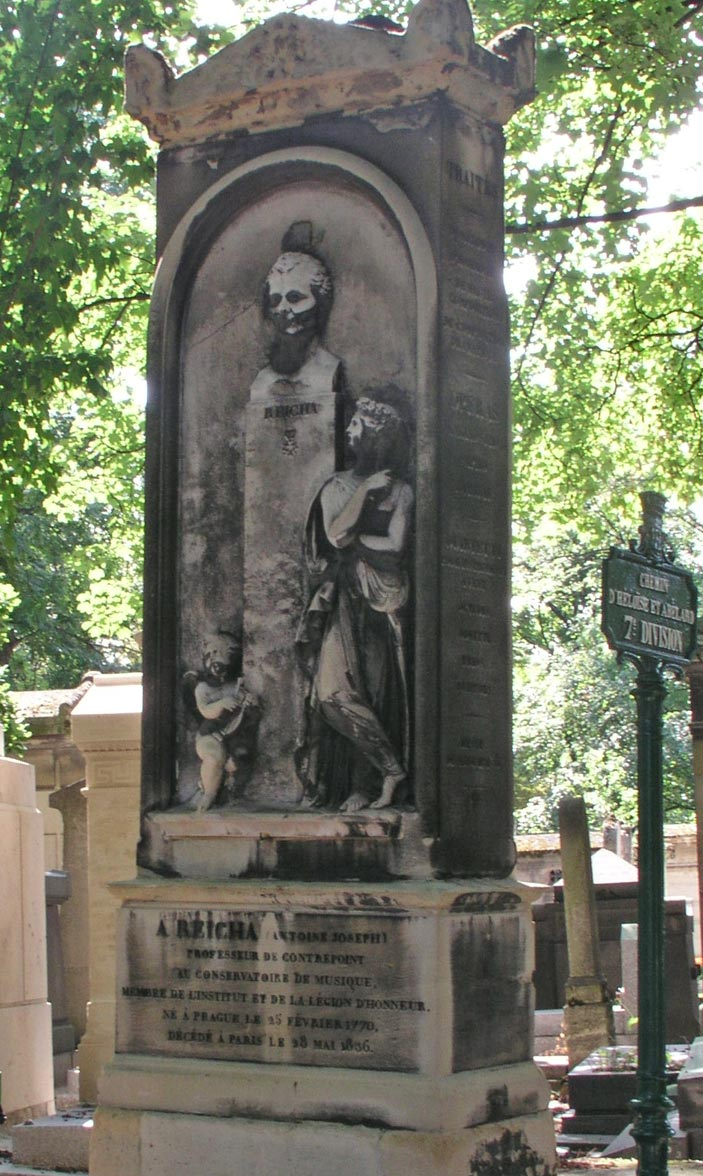
Tumba de Anton Reicha.

Anton (Antonin o Antoine) Reicha (o Rejcha) (Praga, 1770 — París, 1836) fue un flautista, compositor y teórico musical checo. 
Muerto su padre, fue criado en Bonn por su tío Josef. En 1794, Anton se trasladó a Hamburgo, donde viviría cinco años. 
Fue amigo de juventud de Beethoven en Bonn. 
En 1803, compuso 36 fugas, que dedicó a Haydn. 
En 1808, Anton Reicha se trasladó a París, donde permanecería hasta su muerte.   
Compuso catorce sinfonías, si bien es mucho más conocido por su música de cámara, especializada en el uso de instrumentos de viento. De hecho, se le reconoce como el inventor del "Quinteto de Viento", del que nos dejó un buen número de composiciones.
Gracias al éxito obtenido por sus 26 quintetos para instrumentos de viento, en 1818 fue nombrado profesor del Conservatorio de París, donde tuvo como discípulos a Berlioz, Liszt, Franck y Gounod. 
Obtuvo la nacionalidad francesa en 1829. Recibió también el título de "Caballero de la Legión de Honor" por sus servicios musicales al Estado francés.
Olvidado después de su fallecimiento, a fines del siglo XX su música ha sido recuperada (especialmente la de cámara), y es habitualmente interpretada en auditorios de Centroeuropa y en su país natal, Chequia por varios conjuntos y bandas musicales.